# Poljanets
Poljanets (Bulgaars: Полянец) is een dorp in het zuiden van Bulgarije. Het dorp is gelegen in de gemeente Dzjebel in de oblast Kardzjali. Het dorp ligt hemelsbreed 18 km ten zuidwesten van Kardzjali en 214 km ten zuidoosten van de hoofdstad Sofia.

## Bevolking
Het dorp Poljanets had bij een schatting van 2020 een inwoneraantal van 204 personen. Dit waren 78 mensen (61,9%) meer dan 126 inwoners bij de officiële census van februari 2011. De gemiddelde jaarlijkse groei in die periode komt daarmee uit op 5%, hetgeen hoger is dan het landelijk jaarlijks gemiddelde over deze periode (-0,63%). In 1985 woonden er echter nog 593 personen in het dorp: veel etnische Turken (en andere moslims) verlieten destijds Bulgarije als gevolg van de assimilatiecampagnes van het communistisch regime van Todor Zjivkov, waarbij alle Turken en andere moslims in Bulgarije christelijke of Bulgaarse namen moesten aannemen en afstand moesten doen van hun islamitische gewoonten.
- 1934 337
Koninkrijk Bulgarije
- 1946 375
Volksrepubliek Bulgarije
- 1956 425
Volksrepubliek Bulgarije
- 1965 545
Volksrepubliek Bulgarije
- 1975 587
Volksrepubliek Bulgarije
- 1985 593
Volksrepubliek Bulgarije
- 1992 211
Republiek Bulgarije
- 2001 140
Republiek Bulgarije
- 2011 126
Republiek Bulgarije
- 2020 204
Republiek Bulgarije

- Koninkrijk Bulgarije
- Volksrepubliek Bulgarije
- Republiek Bulgarije

In het dorp wonen grotendeels etnische Turken. In de optionele volkstelling van 2011 identificeerden 101 van de 122 ondervraagden zichzelf als etnische Turken - oftewel 82,8% van alle ondervraagden. 20 ondervraagden noemden zichzelf etnische Bulgaren (16,4%).
| Etnische samenstelling van de respondenten (2011) | Etnische samenstelling van de respondenten (2011) | Etnische samenstelling van de respondenten (2011) | Etnische samenstelling van de respondenten (2011) | Etnische samenstelling van de respondenten (2011) |
| ------------------------------------------------- | ------------------------------------------------- | ------------------------------------------------- | ------------------------------------------------- | ------------------------------------------------- |
|                                                   |                                                   |                                                   |                                                   |                                                   |
| Bulgaren                                          | Bulgaren                                          |                                                   | 16,4%                                             | 16,4%                                             |
| Turken                                            | Turken                                            |                                                   | 82,8%                                             | 82,8%                                             |
| Roma                                              | Roma                                              |                                                   | 0,0%                                              | 0,0%                                              |
| Anders/Onbekend                                   | Anders/Onbekend                                   |                                                   | 0,8%                                              | 0,8%                                              |

Albantsi - Brezjana - Dobrintsi - Doesjinkovo - Dzjebel  - General Gesjevo - Ilijsko - Jamino - Kamenane - Kazatsite - Kontil - Kozitsa - Koeptsite - Lebed - Misjevsko - Mrezjitsjko -  Oestren - Ovtsjevo - Paprat - Plazisjte - Podvrach - Poljanets - Pototsje - Pripek - Rat - Ridino - Rogozari - Rogoztsje - Rozjdensko - Sipets - Skalina - Slantsjogled - Sofijtsi - Sjterna - Tarnovtsi - Teltsjarka - Tjoetjoentsje - Tsarkvitsa - Tsjakaltsi - Tsjeresjka - Tsvjatovo - Valkovitsj - Velikdentsje - Vodenitsjarsko - Zjalti Rid - Zjaltika - Zjeladovo